# Nothing Safe: Best of the Box
| Оценки критиков | Оценки критиков |
| Источник        | Оценка          |
| --------------- | --------------- |
| AllMusic        | [ 1 ]           |
| Rolling Stone   | [ 2 ]           |
| Sputnikmusic    | [ 3 ]           |

«Nothing Safe: Best of the Box» (англ. «Ничего безопаснее: Лучшее в коробке») — первый сборник лучших хитов американской гранж-группы Alice in Chains. Ранее не издававшиеся песня «Get Born Again» была выпущена в качестве сингла для продвижения альбома и достигла 4 места в чарте Billboard Mainstream Rock Tracks и 12-го места в чарте Modern Rock Tracks. «Get Born Again» была номинирована на премию «Грэмми» за лучшее исполнение в стиле хард-рок в 2000 году.
Альбом получил положительные отзывы критиков. В 2007 году альбом Nothing Safe: Best of the Box превысив отметку в 1 миллион в США и получил платиновый сертификат Американской ассоциации звукозаписывающих компаний (RIAA).

## Об альбоме
Сборник содержит лучшие хиты из трех студийных альбомов группы — Facelift (1990), Dirt (1992), Alice in Chains (1995) и мини-альбома Jar of Flies (1994), а также ранее не издававшиеся песня «Get Born Again», записанная в 1998 году. Несмотря на название альбома Nothing Safe: Best of the Box в нём был размещен, среди прочего, ранее не публикованная демозапись песни «We Die Young», что является эксклюзивным для этого альбома. Кроме того, 43-секундная интерлюдия «Untitled» из альбома Dirt вышла под названием «Iron Gland» с вступительным барабаном как в песне «Dam That River». Вокальную партию «Iron Gland» исполнил Том Арайа.
Сборнику способствовала выпущеная в качества сингла «Get Born Again», записанная во время последней сессии группы с вокалистом Лейном Стейли в сентябре-октябре 1998 года. В альбом также вошли: композиция «What the Hell Have I», выпущеная в качестве саундтрека к фильму «Последний киногерой» и акустическая версия «Got Me Wrong» — записанное во время концерта MTV Unplugged. Лимитированная версия альбома Best Buy Exclusive включала в себя бумажную коробку и дополнительные записи живых выступлений, такие как «Angry Chair» и «Man in the Box».

## Выпуск и прием
Альбом получил в основном положительные отзывы, при этом критики высоко оценили включение в сборник редких материалов, а также хитов группы. Штатный писатель Allmusic Стив Хьюи дал альбому оценку в четыре звезды, отметив, что «пакет не является непривлекательным, так как почти все хиты присутствуют в той или иной форме; также включены новая песня «Get Born Again» и лучший из двух вкладов группы в саундтрек Последний киногерой «What the Hell Have I».
Билл Адамс из журнала Ground Control, рецензируя дискографию группы, написал, что «Nothing Safe — это солидная подборка различной мелочи, живых треков, студийных сокращений, саундтреков и раритетов, которая служит своей цели для того, чтобы дать поклонникам „в обход“ довольно приятный набор».
Альбом был сертифицирован RIAA как платиновый, а доходы, полученные от альбома, были использованы для финансирования бокс-сета Music Bank.

## Список композиции
| №                   | Название                                                        | Автор(ы)                | Длительность |
| ------------------- | --------------------------------------------------------------- | ----------------------- | ------------ |
| 1.                  | «Get Born Again» (ранее не издававшийся)                        | Стейли, Кантрелл        | 5:24         |
| 2.                  | «We Die Young» (демозапись 1988, ранее не издавалась)           | Кантрелл                | 2:28         |
| 3.                  | «Man in the Box» (из альбома Facelift)                          | Кантрелл, Стейли        | 4:46         |
| 4.                  | «Them Bones» (из альбома Dirt)                                  | Кантрелл                | 2:30         |
| 5.                  | «Iron Gland» (не включенный в список трек из Dirt)              | Кантрелл                | 0:43         |
| 6.                  | «Angry Chair» (из альбома Dirt)                                 | Стейли                  | 4:46         |
| 7.                  | «Down in a Hole» (из альбома Dirt)                              | Кантрелл                | 5:37         |
| 8.                  | «Rooster» (Live; ранее не издававшийся в Северной Америке)      | Кантрелл                | 6:46         |
| 9.                  | «Got Me Wrong» (из MTV Unplugged (альбом Alice in Chains))      | Кантрелл                | 4:24         |
| 10.                 | «No Excuses» (из альбома Jar of Flies)                          | Кантрелл                | 4:15         |
| 11.                 | «I Stay Away» (из альбома Jar of Flies)                         | Стейли, Кантрелл, Айнез | 4:14         |
| 12.                 | «What the Hell Have I» (саундтрек к фильму Последний киногерой) | Кантрелл                | 3:57         |
| 13.                 | «Grind» (из альбома Alice in Chains)                            | Кантрелл                | 4:44         |
| 14.                 | «Again» (из альбома Alice in Chains)                            | Стейли, Кантрелл        | 4:04         |
| 15.                 | «Would?» (из альбома Dirt)                                      | Кантрелл                | 3:28         |
| Общая длительность: | Общая длительность:                                             | Общая длительность:     | 62:18        |

Расширенное издание Best Buy Exclusive
| №                   | Название                                                        | Автор(ы)                | Длительность |
| ------------------- | --------------------------------------------------------------- | ----------------------- | ------------ |
| 1.                  | «Get Born Again» (ранее не издававшийся)                        | Стейли, Кантрелл        | 5:24         |
| 2.                  | «We Die Young» (демозапись 1988, ранее не издавалась)           | Кантрелл                | 2:28         |
| 3.                  | «Man in the Box» (из альбома Facelift)                          | Кантрелл, Стейли        | 4:46         |
| 4.                  | «Them Bones» (из альбома Dirt)                                  | Кантрелл                | 2:30         |
| 5.                  | «Iron Gland» (не включенный в список трек из Dirt)              | Кантрелл                | 0:43         |
| 6.                  | «Angry Chair» (из альбома Dirt)                                 | Стейли                  | 4:46         |
| 7.                  | «Down in a Hole» (из альбома Dirt)                              | Кантрелл                | 5:37         |
| 8.                  | «Rooster» (Live; ранее не издававшийся в Северной Америке)      | Кантрелл                | 6:46         |
| 9.                  | «Got Me Wrong» (из MTV Unplugged (альбом Alice in Chains))      | Кантрелл                | 4:24         |
| 10.                 | «No Excuses» (из мини-альбома Jar of Flies)                     | Кантрелл                | 4:15         |
| 11.                 | «I Stay Away» (из альбома Jar of Flies)                         | Стейли, Кантрелл, Айнез | 4:14         |
| 12.                 | «What the Hell Have I» (саундтрек к фильму Последний киногерой) | Кантрелл                | 3:57         |
| 13.                 | «Grind» (из альбома Alice in Chains)                            | Кантрелл                | 4:44         |
| 14.                 | «Again» (из альбома Alice in Chains)                            | Стейли, Кантрелл        | 4:04         |
| 15.                 | «Would?» (из альбома Dirt)                                      | Кантрелл                | 3:28         |
| 16.                 | «Angry Chair» (Концертная версия)                               |                         | 4:39         |
| 17.                 | «Man in the Box» (Концертная версия)                            |                         | 4:59         |
| Общая длительность: | Общая длительность:                                             | Общая длительность:     | 1:11:51      |

## Участники записи
| - Лейн Стейли — вокал, ритм-гитара на «Angry Chair» - Джерри Кантрелл — соло-гитара и ритм-гитара, бэк-вокал, вокал в «Grind», совокал в «Would?» - Шон Кинни — Барабаны - Майк Старр — Бас-гитара (треки 2-8, 15) - Майк Айнез — Бас-гитара (треки 1, 9-14) - Том Арайя — вокал на «Iron Gland» - Alice in Chains — Продюсер - Брайан Карлстром — инженер - Ронни С. Шампань — инженер - Алекс Колетти — продюсер - Джон Харрис — инженер - Дэйв Джерден — продюсер, инженер, микширование - Стивен Маркуссен — мастеринг - Рик Парашар — продюсер | - Энди Уоллес — смешивание - Тони Уилсон — продюсер - Тоби Райт — продюсер, инженер, микшер - Том Неллен — инженер - Питер Флетчер — продюсер, продюсер компиляции - Майк Уолтер — инженер - Рокки Шенк — фотография - Мэри Маурер — художественное направление, дизайн - Дэнни Клинч — фотография - Марти Темме — фотография - Бренди Цветок — дизайн - Young Sun Lim — художественное направление - Крис Макканн — фотография |

## Чарты

### Альбом
| Чарт (1999)         | Позиция |
| ------------------- | ------- |
| US Billboard 200    | 20      |
| Top Internet Albums | 17      |

### Синглы
| Год  | Сингл            | Высшая позиция | Высшая позиция | Высшая позиция |
| Год  | Сингл            | US Bubbling    | US Main        | US Mod         |
| ---- | ---------------- | -------------- | -------------- | -------------- |
| 1999 | «Get Born Again» | 6              | 4              | 12             |

### Сертификации
| Регион                                                      | Сертификация | Продажи    |
| ----------------------------------------------------------- | ------------ | ---------- |
| США (RIAA)                                                  | Платиновый   | 1 000 000^ |
| ^ Данные о тиражах приведены только на основе сертификации. |              |            |

## Примечание
1. ↑  Alice in Chains: Nothing Safe Review by Steve Huey (англ.) на сайте AllMusic (проверено 24 ноября 2021).
2. ↑  James, Hunter. Nothing Safe: Best of the Box. Rolling Stone (2 сентября 1999). Дата обращения: 24 ноября 2021. Архивировано из оригинала 17 октября 2008 года.
3. ↑  Alice in Chains – Nothing Safe: Best of the Box (album review). Sputnikmusic.com (21 сентября 2006). Дата обращения: 27 июля 2016.
4. ↑  Alice in Chains. Billboard. Дата обращения: 16 ноября 2021. Архивировано 8 мая 2018 года.
5. ↑  Rock On The Net: 42nd Annual Grammy Awards - 2000. www.rockonthenet.com. Дата обращения: 16 ноября 2021. Архивировано 20 декабря 2007 года.
6. 1 2 3  Ground Control - Alice In Chains Discography Part Two - [Discography]. web.archive.org (20 января 2015). Дата обращения: 5 декабря 2021. Архивировано из оригинала 20 января 2015 года.
7. ↑  You searched for Alice in Chains - RIAA. web.archive.org (4 марта 2016). Дата обращения: 17 ноября 2021. Архивировано 4 марта 2016 года.
8. ↑  Alice In Chains. web.archive.org (7 октября 1999). Дата обращения: 16 ноября 2021. Архивировано 7 октября 1999 года.
9. ↑  Malice in Chains?: Alice in Chains : Rolling Stone. web.archive.org (3 ноября 2008). Дата обращения: 16 ноября 2021. Архивировано из оригинала 3 ноября 2008 года.
10. ↑  Alice In Chains - Nothing Safe: The Best Of The Box. Discogs. Дата обращения: 30 ноября 2021. Архивировано 16 ноября 2021 года.
11. ↑  Nothing Safe [CD] (англ.). BestBuy. Дата обращения: 4 января 2022. Архивировано 4 января 2022 года.
12. ↑  Nothing Safe - Alice in Chains | Songs, Reviews, Credits | AllMusic (англ.). Дата обращения: 5 декабря 2021. Архивировано 5 декабря 2021 года.
13. ↑  Alice in Chains Chart History – Billboard 200. Billboard. Дата обращения: 21 июля 2018. Архивировано 7 ноября 2017 года.
14. ↑  [0=ts_chart_artistname%3Aalice%20in%20chains&f[1]=ss_chart_search_title%3A%2Anothing%20safe%2A&f[2]=itm_field_chart_id%3AInternet%20Albums&f[3]=ss_bb_type%3Achart_item&type=1&artist=alice%20in%20chains&title=nothing%20safe Alice in Chains "Nothing Safe" Chart History – Internet Albums]. Billboard (24 июля 1999). Дата обращения: 21 июля 2018.
15. ↑  [0=ts_chart_artistname%3Aalice%20in%20chains&f[1]=ss_chart_search_title%3A%2Aget%20born%20again%2A&f[2]=itm_field_chart_id%3ABubbling%20Under%20Hot%20100&f[3]=ss_bb_type%3Achart_item&type=1&artist=alice%20in%20chains&title=get%20born%20again Alice in Chains Chart History – Bubbling Under Hot 100]. Billboard charts. Дата обращения: 21 июля 2018.
16. ↑  Alice in Chains Chart History – Mainstream Rock Songs. Billboard. Дата обращения: 21 июля 2018. Архивировано 8 мая 2018 года.
17. ↑  Alice in Chains Chart History – Alternative Songs. Billboard. Дата обращения: 21 июля 2018. Архивировано 7 мая 2018 года.
18. ↑  American  album  certifications – Alice in Chains – Nothing's Safe (англ.). Recording Industry Association of America.